# 芸能潮流 エンタメ侍
『芸能潮流 エンタメ侍』（げいのうちょうりゅう エンタメさむらい）は2010年10月22日から2012年6月29日まで、TVQ九州放送の制作により放送されていたランキング形式の音楽情報番組である。

## 概要
2010年10月22日より放送開始。司会には同年3月に九州朝日放送を退社し、フリーとなった宮島咲良とローカルタレントのセバスティアン・プローを起用。森田へぇ～というマスコットキャラクターが存在しており、番組自体には登場しないが楽曲リクエストに応募した視聴者の中から毎週3人に森田へぇ～の携帯ストラップがプレゼントされる。
放送開始から約1ヶ月後の2010年12月3日放送分から、放送時間が5分拡大して24:53からの放送となった。
2011年4月より、セバスティアン・プローが番組を降板。以降、宮島とゲストが番組を進行する形となった。
2012年6月29日の放送をもって放送終了。終了後の当該枠はテレビ東京金曜深夜1時枠の深夜ドラマの同時ネットとなった。

## 内容
TSUTAYAの九州沖縄CDシングルセールスチャートが中心となっており、放送当初はTOP10のみだったが2010年11月5日放送分からはTOP20を紹介している。
毎週2組程度のアーティストがゲスト出演、3～4組がコメント出演している。

## 出演者
- 宮島咲良
- セバスティアン・プロー（2010年10月22日～2011年3月25日）
- TAKERU

## エンディングテーマ
放送開始から2011年2月までは週替わり、同年3月より月替わりとなった。本項では3月以降の曲を記す。
| 年月      | 曲名                 | 歌手名                 |
| --------- | -------------------- | ---------------------- |
| 2011年3月 | まぶしい人           | 宇徳敬子               |
| 2011年4月 | Brave                | ナオト・インティライミ |
| 2011年5月 | 笑顔でいられるように | 森恵                   |
| 2011年6月 | 鳥になりたい         | TAKERU                 |
| 2011年7月 | 羊の群れは丘を登る   | ストレイテナー         |
| 2011年8月 | 君だけは離さない     | 超新星                 |
| 2011年9月 | 歩み                 | RAM WIRE               |